# 钝齿鼠
钝齿鼠（学名：Amblyrhiza inundata）是一种已经灭绝的啮齿目动物，是钝齿鼠属（Amblyrhiza）下唯一一种，曾分布于加勒比海的安圭拉岛和圣马丁岛。